# Natural Resources Development College
Natural Resources Development College (NDRC) in Lusaka in Sambia untersteht dem Ministerium für Landwirtschaft, Ernährung und Fischerei. Ihm sind angegliedert und unterstehen gleichfalls dem Ministerium:
- Mount Makulu Research Station
- Nationale Bewässerungsstation Mazabuka
- Misamfu Forschungsstation
- Mufulira Forschungsstation
- College für die Entwicklung natürlicher Ressourcen

Das NDRC umfasst alle auf Landwirtschaft bezogenen und anwendungsorientierten Ausbildungsgänge von Bewässerung bis Veterinärmedizin, von Fischerei bis Wasseringenieurswesen, von Genossenschaften bis Marketing. Aufgabe des NDRC ist die Landwirtschaftliche Berufliche Bildung. Dafür verleiht sie Zertifikate und Diplome. Doch auch in der Landwirtschaftlichen Fakultät der University of Zambia ist das NDRC involviert, für die es einen Teil der Ausbildung und der Lehre übernimmt.
Das NDRC wurde 1987 gegründet und seitdem die Kaderschmiede der Agrarindustrie des Landes. 